# Иван Гьошев
Иван Тодоров Гьошев е български журналист, революционер и патриот, деец на освободителното движение в Западните покрайнини.

## Биография
Роден е в Цариброд, тогава в Княжество България, на 13 ноември 1891 година в семейството на Тодор Гьошев, фелдшер, от рода Кацареви. Завършва математика в Софийския университет. После дълги години е учител, а след това и директор на Царибродската смесена непълна гимназия. Окупацията на Западните покрайнини от Сърбия през 1920 г. променя неговата съдба. Скоро той е принуден е да се изсели в България. Става учител в Трън. При създаването на ВЗРО "Въртоп” в края на 1928 г. Иван Гьошев напуска учителството. Скоро става водач на организацията. По негови указания ВЗРО „Въртоп“ провежда акции в Сърбия, които имат широк отзвук на Балканите и в Европа. През 1928 г. Иван Гьошев води преговори с ВМРО на Иван Михайлов. Постига се споразумение за координация в борбата. С подкрепа на ВМРО, ВЗРО „Въртоп“ активизира въоръжената борба, която през 1929-1934 г. достига своята кулминация.
Сръбското разузнаване търси начин да го ликвидира. Една от най-големите акции за убийството на Иван Гьошев е предприета през 1932 г. Тогава Белград плаща на брата на войводата от ВЗРО Асен Николов - Тодор Петров, 200 000 динара да дойде в София и убие брат си и Иван Гьошев. Акцията се проваля, защото Петров вместо тях убива сръбския агент Виден Митов, след което се предава на полицията. На последвалия процес излиза наяве сръбската „мокра поръчка“. Иван Гьошев получава удари от много страни. Той не успява да се наложи като едноличен водач на ВЗРО „Въртоп“. Всъщност тя, подобно на ВМРО, се разцепва на две крила. Иван Гьошев оглавява националното крило. Негови противници около Славчо Лазаров са левичарски и федералистки ориентирани. Това определя еволюцията на Иван Гьошев в края на 30-те години към десни и антикомунистически позиции. Превратът на 19 май 1934 г. нанася тежък удар на революционното дело. ВЗРО „Въртоп“ е разтурена, а много нейни членове са хвърлени в затвора. Иван Гьошев е интерниран многократно.
През 1937 г. Иван Гьошев и част от неговите другари влизат в новосъздадената организация „Ратници за напредък на българщината“ и намира място в ръководството ѝ. На Гьошев е възложено да се грижи за отпечатването на организационната литература. През април 1941 г. под ударите на германския Вермахт Югославия рухва. Иван Гьошев се връща в родния си Царибродски край. През август 1942 г. е член на делегацията, която връща читалището на Цариброд, евакуирано в София в периода на окупацията в родния му град.
На 9 септември 1944 г. в София е извършен прокомунистически преврат на Отечествения фронт. „Народната власт“ започва чистка на дейци от всички патриотични организации. Сред набелязаните за ликвидиране е и Иван Гьошев. Новата власт на ОФ арестува 19 бивши дейци на ВЗРО „Въртоп“, която впоследствие е отведена в рудник край Перник, където ги разстрелва.